# Option (Wirtschaft)
Unter einer Option versteht man im Finanzwesen das Recht (aber nicht die Verpflichtung) einer Vertragspartei (Optionsnehmer), einen Basiswert von der Gegenpartei (Stillhalter) zu einem festgelegten Ausübungspreis zu kaufen oder an diese zu verkaufen. Macht der Optionsnehmer von diesem Recht Gebrauch, wird dies als Ausübung der Option bezeichnet. Er darf sein Recht durch Nichtausübung auch verfallen lassen.
Die Option ist ein bedingtes Termingeschäft, das als Sicherungsgeschäft der Absicherung gegen Kurs- oder Zinsrisiken, der Spekulation oder der Arbitrage dienen kann. Beteiligte an einem Optionsgeschäft sind der Optionsnehmer und der Stillhalter (oder Optionsgeber). Die Bewertung einer Option wird mithilfe der Optionspreistheorie ermittelt. Als Handelsstrategie gibt es eine eigenständige Optionsstrategie.

## Allgemeines
Die Standardformen (englisch Plain Vanilla) der Option sind die Kaufoption (englisch Call) und die Verkaufsoption (englisch Put). Der Käufer der Option hat das Recht – nicht jedoch die Pflicht – zu bestimmten Ausübungszeitpunkten eine bestimmte Menge des Basiswerts zu einem zuvor festgelegten Ausübungspreis (englisch strike price) zu kaufen oder zu verkaufen. Der Verkäufer der Option (auch Stillhalter, Schreiber, Zeichner) erhält den Kaufpreis der Option. Er ist im Falle der Ausübung verpflichtet, den Basiswert zum vorher bestimmten Preis zu verkaufen bzw. zu kaufen.
Man unterscheidet bei Optionen, wie bei allen Termingeschäften, zwei Arten der Ausübung: Zahlung und Lieferung (englisch physical delivery) und Barausgleich (englisch cash settlement). Ist Zahlung und Lieferung vereinbart, liefert ein Kontrahent (bei einer Verkaufsoption der Inhaber, bei einer Kaufoption der Stillhalter) den Basiswert, der andere Kontrahent zahlt den Ausübungspreis als Kaufpreis. Beim Barausgleich zahlt der Stillhalter die Wertdifferenz, die sich aus Ausübungspreis und Marktpreis des Basiswertes am Ausübungstag ergibt, an den Optionsinhaber. Der umgekehrte Fall, in dem der Inhaber an den Stillhalter zahlt, kann im Normalfall nicht vorkommen, da der Inhaber in diesem Fall die Option nicht ausübt. Der wirtschaftliche Vorteil für den Inhaber ist in beiden Fällen gleich, wenn man von Transaktions-, Lager- und Lieferkosten absieht.

### Basiswerte
Als Basiswerte kommen Aktienindizes, börsengehandelte Fonds (ETF), Commodities, Devisen, Edelmetalle, Emissionszertifikate, Geldmarktinstrumente, Indices, elektrische Energie, Swaps (sogenannte Swaptions), Währungen, Wertpapiere, Wetter, Zinssätze (Zinsindizes) oder andere Erträge in Frage. Entsprechend gibt es Aktienoptionen, Devisenoptionen, Energiederivate, Optionsanleihen, Warenoptionen oder Zinsoptionen. Exotische Optionen sind von den Standard-Optionen abgeleitet.
Aktienoption
Die Aktienoption (englisch stock option) gibt dem Optionsnehmer das Recht, innerhalb eines festgelegten Zeitraumes oder zu einem bestimmten Zeitpunkt eine bestimmte Menge von Aktien zu einem vereinbarten Preis zu kaufen (Kaufoption) oder zu verkaufen (Verkaufsoption). Sie kann in Form von Belegschaftsaktien an das Management oder an Mitarbeiter als Leistungsentgelt angeboten werden.
Optionsanleihe
Die Optionsanleihe (englisch warrant bond) ist eine Anleihe mit der Option für den Anleiheinhaber, zu einem bestimmten Zeitpunkt auch ein Bezugsrecht auf Aktien erwerben zu können. Bei der Wandelanleihe wird dagegen die Anleihe in Aktien umgewandelt, so dass dem Anleihegläubiger kein Wahlrecht eingeräumt wird.
Für den geregelten Handel mit Optionen ist es Voraussetzung, dass die Basiswerte an liquiden Märkten gehandelt werden, um jederzeit den Wert der Option ermitteln zu können. Im Prinzip ist es jedoch auch möglich, dass der Basiswert beliebig gewählt werden kann, solange es möglich ist, die im Abschnitt Sensitivitäten und Kennzahlen beschriebenen nötigen Variablen zu bestimmen. Diese Derivate werden hingegen nur von zugelassenen Händlern wie Investmentbanken oder Brokern im außerbörslichen Handel (OTC) angeboten.

### Optionsarten
Neben den Standard-Optionen existieren noch die exotischen Optionen, deren Auszahlungsprofil nicht nur von der Differenz zwischen dem Kurs und dem Ausübungspreis abhängt.

### Ausübungsarten
Je nach den Ausübungszeitpunkten unterscheidet man die
- europäische Option: Die Option kann nur am Fälligkeitsdatum ausgeübt werden;
- amerikanische Option: Die Option kann an jedem Handelstag vor der Fälligkeit ausgeübt werden;
- Bermuda-Option: Die Option kann zu einem von mehreren zuvor festgelegten Zeitpunkten ausgeübt werden.

Die Bezeichnung geht nach eigener Aussage auf den Wirtschaftswissenschaftler Paul Samuelson zurück.

## Rechtsfragen
Die Option ist ein Finanzkontrakt, der das Recht (aber nicht die Pflicht) beinhaltet, einen bestimmten Basiswert (englisch underlying) bis zu oder an einem festgelegten Ausübungszeitpunkt zu einem festgelegten Basispreis (englisch strike price) zu kaufen (englisch call) oder verkaufen (englisch put). Der Käufer erwirbt vom Verkäufer das Versprechen, dass dieser auf Wunsch einen bestimmten Betrag des Basiswerts gegen Entrichtung des Basispreises liefert (Kaufoption) oder abnimmt (Verkaufsoption).
Optionsvertrag
Der Optionsvertrag beinhaltet folgende Vertragsbestandteile:
- Optionsart: Kaufoption oder Verkaufsoption,
- Ausübung: europäische, amerikanische Option oder Bermuda-Option,
- Ausübungspreis,
- Ausübungszeitraum,
- Nominalwert und Währung und
- Optionspreis.

Der Ausübungszeitpunkt muss innerhalb des Ausübungszeitraums liegen. Wird die Option nicht ausgeübt, entfallen Ausübungspreis und Ausübungszeitraum; der Optionspreis ist aber dessen ungeachtet zu entrichten.
Rechtsgrundlagen
Nach § 2 Abs. 3 Nr. 1 WpHG gelten Optionsgeschäfte als Derivate, weil sie zeitlich verzögert zu erfüllen sind und deren Wert sich unmittelbar oder mittelbar vom Preis oder Maß eines Basiswertes ableitet. Eine gleichlautende Formulierung enthalt § 1 Abs. 11 KWG.
Die Option ist ein Finanzkontrakt, der als Mindestinhalt den Nominalwert, den Basiswert, die Laufzeit, den Ausübungspreis und den Ausübungszeitpunkt aufweisen muss.
Seit 1994 gibt es den „Rahmenvertrag für Finanztermingeschäfte“, der auch Optionsgeschäfte beinhaltet. Dieser Rahmenvertrag ist eine Sonderbedingung zu den AGB von Kreditinstituten. Für außerbörslich gehandelte Optionen gibt es die Standardverträge der International Swaps and Derivatives Association.

## Handel
Einige Optionen werden standardisiert an bestimmten Börsen gehandelt, andere – individualisierbare – eignen sich lediglich für den außerbörslichen Handel (OTC):
| Börslicher Handel                                          | Außerbörslicher Handel                                                          |
| ---------------------------------------------------------- | ------------------------------------------------------------------------------- |
| Tradeoptionen: Optionen, Kassaoptionen, Swaps, Zertifikate | OTC-Optionen: Caps, Captions, Collars, Corridors, Floors, Floortions, Swaptions |

Der größte Teil des weltweiten Handels mit Optionen findet an Terminbörsen wie der Chicago Board Options Exchange in den USA oder der EUREX in Europa statt (börsengehandelte Optionen). Gehandelt werden standardisierte Finanzkontrakte mit festen Basiswerten, Verfallsterminen und Ausübungspreisen. Die Standardisierung soll die Liquidität der Optionen erhöhen. Sie erleichtert es den Marktteilnehmern, eingegangene Optionspositionen vor Fälligkeit durch Weiterverkauf oder Rückkauf der Kontrakte wieder zu schließen. Das Angebot an Optionskontrakten einer Terminbörse ist normalerweise mit dem der Future-Kontrakte abgestimmt.
Eine Option kann auch als ein individueller Vertrag zwischen dem Optionsnehmer und dem Optionsgeber (Stillhalter) abgeschlossen werden (OTC-Optionen). Da der Vertrag bilateral ausgehandelt wird, ist er im Prinzip frei gestaltbar. Exotische Optionen sind, soweit sie nicht als Optionsscheine für den Retailmarkt angeboten werden, stets OTC-Optionen. Dem Vorteil der größeren Flexibilität steht der Nachteil der geringeren Handelbarkeit gegenüber. Eine einmal eingegangene Position kann nur in Verhandlung mit dem Vertragspartner vorzeitig beendet werden. Alternativ kann das eingegangene Risiko durch ähnlich oder exakt gleich ausgestaltete Gegengeschäfte abgesichert werden.
Letztendlich können Optionen noch als Wertpapier gestaltet werden (Verbriefung als Optionsschein). Diese können wie andere Wertpapiere auch vom Optionskäufer weiterveräußert werden. Optionsscheine sind auch frei gestaltbar, allerdings muss der Emittent dabei Abnehmer für die konkrete Ausgestaltung finden.

## Ausübung
Bei der Optionsausübung (englisch exercise of an option, strike) macht der Optionsinhaber von seinem Recht Gebrauch, innerhalb der Ausübungsfrist (amerikanische Option) oder am Verfalltag (europäische Option) den Basiswert zum Ausübungspreis zu kaufen (Kaufoption) oder verkaufen (Verkaufsoption). Daraus ergeben sich vier Grundpositionen des Optionshandels: Der Käufer einer Kaufoption nimmt mithin die Lieferung der einer Option zugrunde liegenden Termin-Kaufposition oder der Käufer einer Verkaufsoption nimmt die Andienung des Stillhalters entgegen. Bei Nichtausübung verfällt das Optionsrecht.
| Grundposition                             | Ausübung                                                                                             |
| ----------------------------------------- | --- |
| Kauf einer Kaufoption (Long Call)         | Käufer erwartet steigende Kurse: Kurs des Basiswerts > Optionskosten                                 |
| Kauf einer Verkaufsoption (Long Put)      | Käufer erwartet fallende Kurse: Kurs des Basiswerts < Optionskosten                                  |
| Verkauf einer Kaufoption (Short Call)     | Verkäufer erwartet fallende Kurse: Verkäufer muss als Stillhalter den Basiswert an Käufer liefern    |
| Verkauf einer Verkaufsoption (Short Put). | Verkäufer erwartet steigende Kurse: Verkäufer muss als Stillhalter den Basiswert vom Käufer annehmen |

Die Ausübung der Option hängt davon ab, ob der Optionsinhaber die Gewinnschwelle erreicht hat oder nicht. Hieraus ergibt sich die Frage, wann die Gewinnschwelle {\displaystyle G_{s}} erreicht ist, denn der Käufer einer Kaufoption wird diese nur ausüben, wenn der aktuelle Kurs des Basiswerts über dem Ausübungspreis {\displaystyle BP} zuzüglich Optionspreis {\displaystyle OP} liegt:
{\displaystyle G_{s}=BP+OP}.
Eine Option, bei welcher der Ausübungspreis mit dem aktuellen Kassakurs des Basiswerts identisch ist, wird als „am Geld“ (englisch at the money) bezeichnet; liegt der aktuelle Kassakurs über dem Ausübungspreis, so liegt sie „im Geld“ (englisch in the money). Bei einer Verkaufsoption errechnet sich die Gewinnschwelle
{\displaystyle G_{s}=BP-OP},
weil der aktuelle Kassakurs unter dem Ausübungspreis zuzüglich Optionspreis liegt.

### Optimale Ausübung
Amerikanische Optionen lassen sich zu mehreren Zeitpunkten ausüben. Das Ausübungsverhalten wird beeinflusst von den Faktoren Zinsen auf Basispreis, einen Flexibilitätseffekt und der Dividende. Zu differenzieren ist nach Calls und Puts.
Ein positiver Effekt bedeutet, dass ausgeübt werden soll, ein negativer Effekt, dass es lohnender ist abzuwarten.
Bei Zinsen auf den Basispreis ist der Effekt auf Calls negativ, auf Puts dagegen positiv. Der Flexibilitätseffekt wirkt sowohl negativ auf Calls wie auch auf Puts. Das Dividendenereignis hat einen positiven Effekt auf Calls, jedoch einen negativen auf Puts.

### Dividenden
Wird keine Dividende gezahlt, so ist die Ausübung eines Calls am Ende der Laufzeit immer optimal. Bei Dividendenzahlung ist das Abwarten bis zum Endtermin für Puts weiterhin optimal.

## Geldnähe
Die Geldnähe (englisch moneyness) ist eine Kenngröße für Optionen, die bemisst, wie der aktuelle Preis des Basiswertes sich zum Ausübungspreis verhält.

### Im Geld
Im Geld (englisch in the money) ist eine Option, die einen inneren Wert besitzt.
- Eine Kaufoption ist im Geld, wenn für den Basiswert der Marktpreis größer ist als der Ausübungspreis.
- Eine Verkaufsoption ist im Geld, wenn für den Basiswert der Marktpreis kleiner ist als der Ausübungspreis.

### Aus dem Geld
Aus dem Geld (englisch out of the money) ist eine Option, die keinen inneren Wert besitzt.
- Eine Kaufoption ist aus dem Geld, wenn für den Basiswert der Marktpreis kleiner als der Ausübungspreis ist.
- Eine Verkaufsoption ist aus dem Geld, wenn für den Basiswert der Marktpreis größer als der Ausübungspreis ist.

### Am Geld
Eine Option ist am Geld (englisch at the money), wenn der Marktpreis des Basiswertes gleich oder nahezu gleich dem Ausübungspreis ist. Je nach Betrachtung kann dabei als Marktpreis des Basiswertes der Kassakurs oder der Terminkurs am Laufzeitende der Option zugrunde gelegt werden. Englische Begriffe zur Unterscheidung dieser beiden Betrachtungen sind englisch at the money spot (für den Kassakurs) und englisch at the money forward (für den Terminkurs).

### Gewinnschwelle
Die Gewinnschwelle stellt sich für die verschiedenen Varianten der Option wie folgt dar:
| Option         | Kaufoption (Call)      | Verkaufsoption (Put)   |
| -------------- | ---------------------- | ---------------------- |
| „im Geld“      | Kassakurs > Basispreis | Kassakurs < Basispreis |
| „am Geld“      | Kassakurs = Basispreis | Kassakurs = Basispreis |
| „aus dem Geld“ | Kassakurs < Basispreis | Kassakurs > Basispreis |

Eine Option wird nur ausgeübt, wenn sie sich „im Geld“ befindet, weil bei „am Geld“ der Optionspreis als Verlust zu berücksichtigen ist. Entsprechend gibt es nur bei Optionen „im Geld“ einen inneren Wert, die übrigen haben einen inneren Wert von Null, weil die Option nicht ausgeübt wird.

## Bewertung

### Einflussgrößen
Der Preis einer Option hängt zum einen von ihren Ausstattungsmerkmalen ab, hier
- der aktuelle Preis des Basiswerts,
- der Ausübungspreis,
- die Restlaufzeit bis zum Ausübungsdatum,

zum anderen von dem zugrunde gelegten Modell für die zukünftige Entwicklung des Basiswertes und anderer Marktparameter. Unter dem Black-Scholes-Modell sind die weiteren Einflussgrößen
- die Volatilität des Basiswerts,
- der risikofreie, kurzfristige Zinssatz am Markt,
- erwartete Dividendenzahlungen innerhalb der Lebenszeit.

Der aktuelle Preis des Basiswertes und der Ausübungspreis bestimmen den inneren Wert der Option. Der innere Wert ist die Differenz zwischen dem Ausübungspreis und dem Preis des Basiswertes. Im Falle einer Call-Option in Bezug auf einen Basiswert mit einem augenblicklichen Wert von 100 € und einem Ausübungspreis von 90 € ist der innere Wert 10 €. Im Falle einer Put-Option ist in dem beschriebenen Fall der innere Wert 0.
Insbesondere die Volatilität hat einen großen Einfluss auf den Wert der Option. Je stärker der Preis schwankt, umso höher ist die Wahrscheinlichkeit, dass sich der Wert des Basiswertes stark verändert und damit der innere Wert der Option steigt oder sinkt. In der Regel gilt, dass eine höhere Volatilität einen positiven Einfluss auf den Wert der Option hat. In extremen Grenzfällen kann es sich jedoch genau umgekehrt verhalten.
Die Restlaufzeit beeinflusst den Wert der Option ähnlich wie die Volatilität. Je mehr Zeit bis zum Ausübungsdatum vorhanden ist, umso höher ist die Wahrscheinlichkeit, dass sich der innere Wert der Option ändert. Ein Teil des Wertes der Option besteht aus diesem Zeitwert. Es ist theoretisch möglich, den Zeitwert zu berechnen, indem man zwei Optionen vergleicht, die sich nur durch ihre Laufzeit unterscheiden und ansonsten identisch sind. Dies setzt aber den unrealistischen Fall eines nahezu vollkommenen Kapitalmarkts voraus.
Der Anstieg des risikofreien Zinssatzes hat einen positiven Effekt auf den Wert von Kaufoptionen (Call-Option) und einen negativen Effekt auf den Wert von Verkaufsoptionen (Put-Option), weil nach den gängigen Bewertungsmethoden die Wahrscheinlichkeit eines Kurs- oder Wertanstiegs des Basisguts an den risikofreien Zinssatz gekoppelt ist. Das liegt daran, dass das Geld, das dank des Calls nicht in einen Basiswert investiert werden muss, zinsbringend angelegt werden kann. Je höher die Zinsen einer alternativen Geldanlage sind, desto attraktiver ist der Kauf eines Calls. Mit steigendem Zinsniveau steigt damit der über den Inneren Wert hinausgehende Wert der Option, der Zeitwert. Beim Put ist die Situation umgekehrt: Je höher das Zinsniveau, desto niedriger ist der Zeitwert des Puts, weil man theoretisch den Basiswert der Option besitzen müsste, um das Verkaufsrecht in Anspruch nehmen zu können.
Dividendenzahlungen im Falle von Optionen auf Aktien haben negativen Einfluss auf den Wert einer Kaufoption im Vergleich zur selben Aktie bei Dividendenlosigkeit, da während der Optionshaltedauer auf Dividenden verzichtet wird, die theoretisch durch Ausübung der Option vereinnahmt werden können. Umgekehrt haben sie im Vergleich zur selben dividendenlosen Aktie einen positiven Einfluss auf den Wert einer Verkaufsoption, weil während der Optionshaltedauer noch Dividenden vereinnahmt werden können, die bei sofortiger Ausübung dem Optionsinhaber zuständen. Im Falle von Optionen auf Währungen oder Rohstoffe wird der zugrunde liegende Zinssatz der Währung oder die „Convenience Yield“ anstelle von Dividenden verwendet.

### Asymmetrischer Gewinn und Verlust
Im Falle einer für ihn nachteiligen Entwicklung im Preis des Basiswertes wird der Besitzer der Option sein Recht nicht ausüben und die Option verfallen lassen. Er verliert damit maximal den Optionspreis – realisiert also einen Totalverlust –, hat aber die Möglichkeit auf einen unbegrenzten Gewinn bei Kaufoptionen. Dies bedeutet, dass die möglichen Verluste des Verkäufers bei Kaufoptionen unbegrenzt sind. Allerdings könnte man diesen Verlust auch als „entgangenen Gewinn“ (gedeckter Short-Call) betrachten, es sei denn, der Verkäufer der Kaufoption ist nicht im Besitz der entsprechenden Basiswerte (muss also zur Erfüllung kaufen und dann liefern – ungedeckter Verkauf einer Kaufoption (ungedeckter Short-Call), wobei ungedeckt bedeutet, dass die Position nur aus einem Instrument besteht).
Die folgenden Grafiken verdeutlichen die asymmetrische Auszahlungsstruktur. Die dargestellten Optionen sind identisch in allen Einflussgrößen. Wichtig für das Verständnis ist, dass der Käufer einer Option eine Long-Position eingeht und der Verkäufer einer Option eine Short-Position eingeht. In allen vier Fällen ist der Wert der Option 10 und der Ausübungspreis 100.
In der vorherigen Grafik ist zu sehen, dass der Käufer (long) des Calls einen maximalen Verlust von 10 hat, hingegen unbegrenzte Gewinnmöglichkeiten besitzt. Im Gegensatz dazu hat der Verkäufer (short) einen maximalen Gewinn von 10 mit unbegrenzten Verlusten.
Im Falle eines Puts hat der Käufer (long) ebenfalls einen maximalen Verlust von 10. Ein häufiger Fehler ist die Übertragung der unbegrenzten Gewinnmöglichkeit der Kaufoption auf die Verkaufsoption. Das Basisgut kann aber allenfalls den Kurswert null annehmen. Dadurch ist die maximale Gewinnmöglichkeit auf diesen Fall eines Kurses von null begrenzt. Genau wie beim Call hat der Verkäufer (short) einen maximalen Gewinn von 10 mit nunmehr nur begrenzten Verlusten, wenn der Kurs des Basiswerts null annimmt. Der Unterschied zwischen Call und Put liegt darin, wie sich die Auszahlung im Verhältnis zum Basiswert verändert, und in der Begrenzung des Maximalgewinns/-verlusts bei Verkaufsoptionen.

### Berechnung des Optionspreises
In der Optionspreistheorie gibt es prinzipiell zwei Herangehensweisen zur risikoneutralen Bewertung eines Optionspreises:
- Mit Hilfe von Abschätzungen ohne Annahmen über mögliche zukünftige Aktienkurse und deren Wahrscheinlichkeiten (nichtparametrische Optionsbewertung)
- Durch mögliche Aktienkurse und risikoneutrale Wahrscheinlichkeiten. (z. B. mithilfe des Binomialmodells oder des Black-Scholes-Modells)

Prinzipiell ist es möglich, die stochastischen Prozesse, welche den Preis des Basiswertes bestimmen, auf unterschiedliche Weise zu modellieren. Man kann diese Prozesse analytisch zeitkontinuierlich mit Differentialgleichungen und analytisch zeitdiskret mit Binärbaum abbilden. Eine nichtanalytische Lösung ist durch Zukunftssimulationen möglich.
Das bekannteste analytisch zeitkontinuierliche Modell ist das Modell von Black und Scholes. Das bekannteste analytisch zeitdiskrete Modell ist das Cox-Ross-Rubinstein-Modell. Eine gängige Simulationsmethode ist die Monte-Carlo-Simulation.

#### Nichtparametrische Optionsbewertung
Eine Kaufoption kann nicht mehr wert sein als der Basiswert, außer Letzteres verursacht beträchtliche Lagerkosten. In diesem Fall kann die Kaufoption den Basiswert um die bis zum Fälligkeitsdatum zu erwartenden Lagerkosten überschreiten.
Eine Verkaufsoption kann nicht mehr wert sein als der Barwert des abgezinsten Ausübungspreises. Niemand würde für das Recht, etwas für 80 € verkaufen zu dürfen, mehr als 80 € ausgeben.

##### Put-Call-Parität
Die Put-Call-Parität ist eine Beziehung zwischen dem Preis einer europäischen Kaufoption und dem Preis einer europäischen Verkaufsoption, wenn beide den gleichen Basispreis und das gleiche Fälligkeitsdatum haben{\displaystyle p+S_{0}=c+K\cdot e^{-rT}+D}wobei {\displaystyle p} der Preis der europäischen Verkaufsoption, {\displaystyle S_{0}} der aktuelle Preis des Basiswertes, {\displaystyle c} der Preis der europäischen Kaufoption, {\displaystyle K} der Basispreis der Kauf- und Verkaufsoption, {\displaystyle r} der risikolose Zinssatz, {\displaystyle T} die Lebenszeit der Option in Jahren und {\displaystyle D} die diskontierten Dividendenzahlungen während der Laufzeit der Optionen.
Würde die Put-Call-Parität verletzt, so wären risikolose Arbitragegewinne möglich. Mittels der Put-Call-Parität lässt sich die Äquivalenz zwischen Optionsstrategien und einfachen Optionspositionen zeigen.
Das Auszahlungsprofil einer gedeckten Kaufoption entspricht dem einer Shortposition in der entsprechenden Verkaufsoption zuzüglich eines Geldbetrages, wie sich durch Umstellung der Put-Call-Parität zu {\displaystyle S_{0}-c=Ke^{-rT}+D-p} erkennen lässt. Für den Reverse Hedge, der Gegenposition der gedeckten Kaufoption, entspricht das Auszahlungsprofil dem einer Longposition in der entsprechenden Verkaufsoption.
Das Auszahlungsprofil des Protective Put entspricht dem einer Longposition in der entsprechenden Kaufoption. Das Auszahlungsprofil der Gegenposition zum Protective Put entspricht dem einer Shortposition in der entsprechenden Kaufoption.

#### Black-Scholes-Formel
Im Jahr 1973 veröffentlichten die amerikanischen Wissenschaftler Fischer Black und Myron Scholes fast gleichzeitig mit Robert C. Merton in zwei unabhängigen Artikeln Methoden zur Bestimmung des „wahren“ Wertes einer Option. Scholes und Merton erhielten 1997 den Preis der Schwedischen Reichsbank für Ökonomische Wissenschaften in Erinnerung an Alfred Nobel, oftmals als Wirtschaftsnobelpreis bezeichnet, „für eine neue Methode zur Bestimmung des Wertes von Derivaten“, das Black-Scholes-Modell.
Die Black-Scholes-Formel für den Wert einer europäischen Kaufoption auf Basiswerte ohne Dividendenzahlungen ist {\displaystyle c=S_{0}\cdot \Phi (d_{1})-Xe^{-rT}\cdot \Phi (d_{2})}und jene für den Wert einer europäischen Verkaufsoption {\displaystyle p=Xe^{-rT}\cdot \Phi (-d_{2})-S_{0}\cdot \Phi (-d_{1})}wobei {\displaystyle d_{1}={\frac {\ln \left({\frac {S_{0}}{X}}\right)+\left(r+{\frac {\sigma ^{2}}{2}}\right)T}{\sigma {\sqrt {T}}}}}und {\displaystyle d_{2}=d_{1}-\sigma {\sqrt {T}}}.
In dieser Formel ist {\displaystyle S_{0}} der aktuelle Preis des Basiswertes {\displaystyle S}  und {\displaystyle \sigma } dessen Volatilität, {\displaystyle K} der Basispreis der Kauf- und Verkaufsoption, {\displaystyle r} der risikolose Zinssatz, {\displaystyle T} die Lebenszeit der Option in Jahren und {\displaystyle \Phi (x)} die kumulative Wahrscheinlichkeit, dass eine Variable mit einer Standardnormalverteilung {\displaystyle {\mathcal {N}}(0,1)} kleiner als {\displaystyle x} ist.
Wenn der Basiswert keine Dividenden ausschüttet, ist der Preis einer amerikanischen Kaufoption gleich dem Preis einer europäischen Kaufoption. Die Formel für c gibt somit auch den Wert einer amerikanischen Kaufoption mit denselben Kennzahlen unter der Annahme, dass der Basiswert keine Dividenden zahlt. Es existiert keine analytische Lösung für den Wert einer amerikanischen Verkaufsoption.

#### Sensitivitäten und Kennzahlen – die sogenannten „Griechen“

##### Delta
Delta ist eine Sensitivitätskennzahl, die angibt, welchen Einfluss der Preis des Basiswertes auf den Wert der Option hat. Sie bewegt sich zwischen −1 und +1. Bei einem Delta von 0 gibt es keine Korrelation zwischen Option und Basiswert. Das Delta ist mathematisch die erste Ableitung des Optionspreises nach dem Preis des Basiswertes. So bedeutet ein Delta von 0,5, dass eine Veränderung des Basiswertes um 1 € (in linearer Näherung) eine Veränderung des Optionspreises von 50 Cent hervorruft. Das Delta ist beim sogenannten Delta-Hedging wichtig.

##### Gamma
Das Gamma einer Option gibt an, wie stark sich deren Delta (in linearer Näherung) ändert, wenn sich der Kurs des Basiswerts um eine Einheit ändert und alle anderen Größen sich nicht verändern. Mathematisch ist das Gamma die zweite Ableitung des Optionspreises nach dem Preis des Basiswertes. Für den Inhaber der Option (also bei einer Long-Position) gilt immer, dass Gamma ≥ 0 ist. Die Kennzahl findet auch bei Absicherungsstrategien in Form des Gamma-Hedging Berücksichtigung.

##### Theta
Das Theta einer Option gibt an, wie stark sich der theoretische Wert einer Option ändert, wenn sich die Restlaufzeit um einen Tag verkürzt und alle anderen Größen konstant bleiben. Für den Inhaber der Option ist das Theta normalerweise negativ, eine kürzere Restlaufzeit bedeutet also immer einen geringeren theoretischen Wert.

##### Vega
Das Vega (manchmal auch Lambda oder Kappa, da Vega kein Buchstabe des griechischen Alphabets ist) einer Option gibt an, wie stark sich der Wert der Option ändert, wenn sich die Volatilität des Basiswerts um einen Prozentpunkt ändert und alle anderen Größen konstant bleiben.

##### Rho
Das Rho einer Option gibt an, wie stark sich der Wert der Option ändert, wenn sich der risikofreie Zinssatz am Markt um einen Prozentpunkt ändert. Für Kaufoptionen ist das Rho positiv, für Verkaufsoptionen negativ.

##### Hebel
Der Hebel wird errechnet, indem man den aktuellen Kurs des Basiswerts durch den aktuellen Preis der Option dividiert. Bezieht sich die Option auf ein Vielfaches oder einen Bruchteil des Basiswerts, muss dieser Faktor in der Rechnung entsprechend berücksichtigt werden. Man spricht hierbei vom Bezugsverhältnis.
{\displaystyle {\text{Hebel}}={\frac {\text{aktueller Aktienkurs}}{\text{aktueller Optionspreis}}}\cdot {\text{Bezugsverhältnis}}}.

##### Omega
Man erhält durch Multiplikation des Deltas mit dem aktuellen Hebel eine neue Hebelgröße, die sich in den Kurstabellen meist unter der Bezeichnung Omega oder „Hebel effektiv“ findet. Eine Option mit einem aktuellen Hebel von 10 und einem Delta von 50 % hat also „nur“ ein Omega von 5, der Schein steigt also etwa um 5 %, wenn die Basis um 1 % steigt. Auch hier ist jedoch wieder zu beachten, dass sowohl das Delta und das Omega und die meisten anderen Kennzahlen sich ständig ändern. Trotzdem bietet das Omega ein relativ gutes Bild von den Chancen der entsprechenden Option.

##### Berücksichtigung von Zinsen
Der Gewinn bzw. Verlust von Optionen lässt sich unter Berücksichtigung von Zinsen bestimmen als:
{\displaystyle \max \left(WK_{T}-E_{i};0\right)-C_{0}(1+r\cdot T)}
wobei {\displaystyle r\cdot T} linear ist, da hier der Geldmarktzinssatz verwendet wird. Mit {\displaystyle \max(\cdot )} wird die Maximumsfunktion bezeichnet.

### Verwässerungsschutz
Bei den Bewertungsmethoden wird implizit angenommen, dass das Optionsrecht nicht durch Kapitalmaßnahmen der Aktiengesellschaft an Wert verlieren (verwässern) kann. Dies wird durch den sogenannten Verwässerungsschutz beim Optionshandel gewährleistet.

## Kritik an den Standardbewertungsmethoden
Üblicherweise basieren die Bewertungsmethoden auf den Annahmen, dass die Wertänderungen normalverteilt sowie voneinander unabhängig sind. Nach Benoît Mandelbrot sind alle auf dieser Annahme aufbauenden Modelle und Bewertungsformeln (zum Beispiel die obige von Black-Scholes) falsch. Seine Untersuchungen ergaben, dass die Kursänderungen exponentiell verteilt und voneinander abhängig sind und damit zu wesentlich heftigeren Preisausschlägen führen, als die Standardmodelle vorsehen.